# Изложба портрета (1963)
Изложба портрета се одржала у периоду од 1. до 10. новембра 1963. године у Уметничком павиљону „Цвијета Зузорић”.

## Излагачи

### Сликарство
1. Анте Абрамовић
2. Никола Бешевић
3. Милена Велимировић
4. Милета Виторовић
5. Братуша Војтех
6. Лазар Вујалкија
7. Милош Гвозденовић
8. Никола Гвозденовић
9. Александар Грбић
10. Оливера Грбић
11. Дана Докић
12. Ксенија Илијевић
13. Ђорђе Илић
14. Љубодраг Јанковић
15. Гордана Јовановић
16. Милан Кечић
17. Божидар Ковачевић
18. Јован Кукић
19. Гордана Лазић
20. Душан Миловановић
21. Милан Миљковић
22. Бранко Миљуш
23. Драгутин Митриновић
24. Раденко Мишевић
25. Саша Мишић
26. Душан Мишковић
27. Светислав Младеновић
28. Марклен Мосијенко
29. Миливој Николајевић
30. Добривоје Николић
31. Лепосава Павловић
32. Живка Пајић
33. Илија Пауновић
34. Стојан Пачов
35. Јефто Перић
36. Милорад Пешић
37. Татјана Поздњаков
38. Мирко Почуча
39. Божа Продановић
40. Радмима Радојевић
41. Милутин Радојчић
42. Рисим Богић Рисимовић
43. Светозар Самуровић
44. Феђа Соретић
45. Бранко Станковић
46. Милић Станковић
47. Боривоје Стевановић
48. Слободан Сотиров
49. Живко Стојсављевић
50. Татјана Тарновска
51. Ђурђе Теодоровић
52. Војислав Тодорић
53. Деса Пантелић Томановић
54. Стојан Трумић
55. Љубомир Јанковић Цинцар
56. Томислав Шебековић
57. Миленко Шербан
58. Мирјана Шипош

### Вајарство
1. Градимир Алексић
2. Љубица Тапавички Берберски
3. Милан Бесарабић
4. Ибрахим Билајац
5. Коста Богдановић
6. Радмила Вујошевић Будисављевић
7. Милан Верговић
8. Милија Глишић
9. Савица Дамњановић
10. Милорад Дамњановић
11. Александар Зарин
12. Никола Јанковић
13. Олга Јанчић
14. Олга Јеврић
15. Вида Јоцић
16. Антон Краљић
17. Ото Лого
18. Мира Сандић Марковић
19. Божидар Обрадовић
20. Владета Петрић
21. Славка Средовић Петровић
22. Мирослав Протић
23. Павле Радовановић
24. Сава Сандић
25. Милош Сарић
26. Славољуб Станковић
27. Живојин Стефановић
28. Татјана Зарин Стефановић
29. Радивој Суботички
30. Петар Убовић
31. Јосиф Хрдличка